# Elros
Elros (en élfico «Rocío de estrellas») es un personaje ficticio perteneciente al legendarium del escritor británico J. R. R. Tolkien, que aparece en su novela El Silmarillion. Es un Peredhil o Medio Elfo y el primer rey de Númenor. Gobernó bajo el nombre de Tar-Minyatur.

## Historia
Elros y su hermano Elrond nacieron en los Puertos del Sirion en los días más oscuros de la Primera Edad, cuando las fuerzas de Morgoth controlaban casi todo Beleriand. Cuando los mellizos tenían seis años, los Hijos de Fëanor, obligados por su juramento, asaltaron los Puertos en la Tercera matanza de elfos contra elfos, ya que deseaban el Silmaril que tenía Eärendil, quien estaba en el mar, y Elwing apenas escapó con el Nauglamir.
Maedhros y Maglor, los únicos hijos de Fëanor en repudiar sus hazañas, perdonaron a los mellizos y los criaron por un tiempo. Más tarde fueron encontrados por otros elfos, cuando jugaban junto a una cascada bajo la luz de las estrellas; ellos fueron quienes le dieron el nombre de Elros, que significa "rocío de estrellas", y les protegieron hasta finalizar la Primera Edad.
Luego de la Guerra de la Cólera y la destrucción de Beleriand, los Valar le dieron a los gemelos el poder de elegir sobre su raza y destino. Elros eligió el destino de los Hombres, pero aun así fue bendecido con una vida mucho más longeva que cualquier otro mortal.
En los primeros años de la Segunda Edad, los Valar habían preparado para los Edain, en recompensa por su lucha contra Morgoth, una gran isla en la parte occidental del mar. Ahora, por derecho, el señor de los Edain, Elros, condujo a su pueblo a través del mar, guiado por la Estrella de Eärendil, su padre, a la isla. 

### En Númenor
La isla se llamaba Elenna, que significa "estrella", y era la más cercana de las tierras mortales al Reino Bendecido, aunque a los hombres se les prohibía ir más allá del oeste de Elenna. Los Valar también dieron a los Edain una esperanza de vida notablemente más larga que la mayoría de los hombres, y tanto Elros, como a sus descendientes, tuvieron una vida mucho más larga que cualquier otro hombre de la Tierra Media.
Elros fundó entonces el reino de Númenor y se convirtió en su primer rey en el año 32 de la Segunda Edad. Tomó como nombre de rey Tar-Minyatur, estableciendo así una tradición del uso del Quenya sobre el idioma real de la isla, aunque el oficial y más común era el adûnaico. Elros llevó consigo el Anillo de Barahir, el Hacha de Tuor, el Arco de Bregor, y la espada de Thingol, Aranrúth, como reliquias familiares.
Construyó la torre real en Armenelos y durante todo su reinado recibió regalos de los elfos de Tol Eressëa, incluyendo flores de los jardines de Yavanna y una semilla de Celeborn, que más tarde fue llamado Nimloth. Este fue el comienzo de una larga y estrecha amistad de los Númenóreanos con los Elfos de Occidente, una relación que, a la larga, definiría el futuro de Númenor.

### Descendencia
Elros tuvo cuatro hijos: tres hijos, Vardamir Nólimon, Manwendil y Atanalcar; y una hija, Tindómiel. Luego de cinco siglos de vida, y gobernar Númenor por 410 años, Tar-Minyatur murió y su hijo Vardamir Nólimon tomó el Cetro de Númenor bajo el nombre de Tar-Vardamir, pero debido a que Elros había vivido tantísimo tiempo, Vardamir ya era viejo, y solo fue un rey titular, entregando el cetro a su hijo, Tar-Armandil.

## Árbol genealógico
| Melian la Maia | Melian la Maia | Melian la Maia | Melian la Maia | Melian la Maia   | Melian la Maia   |                  |                  | Thingol de los Teleri | Thingol de los Teleri | Thingol de los Teleri | Thingol de los Teleri | Thingol de los Teleri | Thingol de los Teleri |         |         | Casa de Bëor | Casa de Bëor | Casa de Bëor | Casa de Bëor | Casa de Bëor | Casa de Bëor |                                         |                                         |                                         |                                         |                                         |                                         | Casa de Haleth            | Casa de Haleth            | Casa de Haleth            | Casa de Haleth            | Casa de Haleth  | Casa de Haleth  |                           |                           | Casa de Hador             | Casa de Hador             | Casa de Hador             | Casa de Hador             | Casa de Hador        | Casa de Hador        |                      |                      | Finwë de los Noldor | Finwë de los Noldor | Finwë de los Noldor | Finwë de los Noldor | Finwë de los Noldor | Finwë de los Noldor |                   |                   | Indis de los Vanyar | Indis de los Vanyar | Indis de los Vanyar | Indis de los Vanyar | Indis de los Vanyar | Indis de los Vanyar |           |           | Olwë de los Teleri | Olwë de los Teleri | Olwë de los Teleri | Olwë de los Teleri | Olwë de los Teleri | Olwë de los Teleri |  |  |  |  |  |  |  |  |  |  |
| Melian la Maia | Melian la Maia | Melian la Maia | Melian la Maia | Melian la Maia   | Melian la Maia   |                  |                  | Thingol de los Teleri | Thingol de los Teleri | Thingol de los Teleri | Thingol de los Teleri | Thingol de los Teleri | Thingol de los Teleri |         |         | Casa de Bëor | Casa de Bëor | Casa de Bëor | Casa de Bëor | Casa de Bëor | Casa de Bëor |                                         |                                         |                                         |                                         |                                         |                                         | Casa de Haleth            | Casa de Haleth            | Casa de Haleth            | Casa de Haleth            | Casa de Haleth  | Casa de Haleth  |                           |                           | Casa de Hador             | Casa de Hador             | Casa de Hador             | Casa de Hador             | Casa de Hador        | Casa de Hador        |                      |                      | Finwë de los Noldor | Finwë de los Noldor | Finwë de los Noldor | Finwë de los Noldor | Finwë de los Noldor | Finwë de los Noldor |                   |                   | Indis de los Vanyar | Indis de los Vanyar | Indis de los Vanyar | Indis de los Vanyar | Indis de los Vanyar | Indis de los Vanyar |           |           | Olwë de los Teleri | Olwë de los Teleri | Olwë de los Teleri | Olwë de los Teleri | Olwë de los Teleri | Olwë de los Teleri |  |  |  |  |  |  |  |  |  |  |
|                |                |                |                |                  |                  |                  |                  |                       |                       |                       |                       |                       |                       |         |         |              |              |              |              |              |              |                                         |                                         |                                         |                                         |                                         |                                         |                           |                           |                           |                           |                 |                 |                           |                           |                           |                           |                           |                           |                      |                      |                      |                      |                     |                     |                     |                     |                     |                     |                   |                   |                     |                     |                     |                     |                     |                     |           |           |                    |                    |                    |                    |                    |                    |  |  |  |  |  |  |  |  |  |  |
|                |                |                |                |                  |                  |                  |                  |                       |                       |                       |                       |                       |                       |         |         |              |              |              |              |              |              |                                         |                                         |                                         |                                         |                                         |                                         |                           |                           |                           |                           |                 |                 |                           |                           |                           |                           |                           |                           |                      |                      |                      |                      |                     |                     |                     |                     |                     |                     |                   |                   |                     |                     |                     |                     |                     |                     |           |           |                    |                    |                    |                    |                    |                    |  |  |  |  |  |  |  |  |  |  |
|                |                |                |                |                  |                  |                  |                  |                       |                       |                       |                       | Barahir               | Barahir               | Barahir | Barahir | Barahir      | Barahir      |              |              | Belegund     | Belegund     | Belegund                                | Belegund                                | Belegund                                | Belegund                                |                                         |                                         | Hareth                    | Hareth                    | Hareth                    | Hareth                    | Hareth          | Hareth          |                           |                           | Galdor                    | Galdor                    | Galdor                    | Galdor                    | Galdor               | Galdor               |                      |                      | Fingolfin           | Fingolfin           | Fingolfin           | Fingolfin           | Fingolfin           | Fingolfin           |                   |                   | Finarfin            | Finarfin            | Finarfin            | Finarfin            | Finarfin            | Finarfin            |           |           | Eärwen             | Eärwen             | Eärwen             | Eärwen             | Eärwen             | Eärwen             |  |  |  |  |  |  |  |  |  |  |
|                |                |                |                |                  |                  |                  |                  |                       |                       |                       |                       | Barahir               | Barahir               | Barahir | Barahir | Barahir      | Barahir      |              |              | Belegund     | Belegund     | Belegund                                | Belegund                                | Belegund                                | Belegund                                |                                         |                                         | Hareth                    | Hareth                    | Hareth                    | Hareth                    | Hareth          | Hareth          |                           |                           | Galdor                    | Galdor                    | Galdor                    | Galdor                    | Galdor               | Galdor               |                      |                      | Fingolfin           | Fingolfin           | Fingolfin           | Fingolfin           | Fingolfin           | Fingolfin           |                   |                   | Finarfin            | Finarfin            | Finarfin            | Finarfin            | Finarfin            | Finarfin            |           |           | Eärwen             | Eärwen             | Eärwen             | Eärwen             | Eärwen             | Eärwen             |  |  |  |  |  |  |  |  |  |  |
|                |                |                |                |                  |                  |                  |                  |                       |                       |                       |                       |                       |                       |         |         |              |              |              |              |              |              |                                         |                                         |                                         |                                         |                                         |                                         |                           |                           |                           |                           |                 |                 |                           |                           |                           |                           |                           |                           |                      |                      |                      |                      |                     |                     |                     |                     |                     |                     |                   |                   |                     |                     |                     |                     |                     |                     |           |           |                    |                    |                    |                    |                    |                    |  |  |  |  |  |  |  |  |  |  |
|                |                |                |                | Lúthien Tinúviel | Lúthien Tinúviel | Lúthien Tinúviel | Lúthien Tinúviel | Lúthien Tinúviel      | Lúthien Tinúviel      |                       |                       | Beren                 | Beren                 | Beren   | Beren   | Beren        | Beren        |              |              | Rían         | Rían         | Rían                                    | Rían                                    | Rían                                    | Rían                                    |                                         |                                         |                           |                           |                           |                           | Huor            | Huor            | Huor                      | Huor                      | Huor                      | Huor                      |                           |                           |                      |                      |                      |                      | Turgon              | Turgon              | Turgon              | Turgon              | Turgon              | Turgon              |                   |                   | Elenwë              | Elenwë              | Elenwë              | Elenwë              | Elenwë              | Elenwë              |           |           |                    |                    |                    |                    |                    |                    |  |  |  |  |  |  |  |  |  |  |
|                |                |                |                | Lúthien Tinúviel | Lúthien Tinúviel | Lúthien Tinúviel | Lúthien Tinúviel | Lúthien Tinúviel      | Lúthien Tinúviel      |                       |                       | Beren                 | Beren                 | Beren   | Beren   | Beren        | Beren        |              |              | Rían         | Rían         | Rían                                    | Rían                                    | Rían                                    | Rían                                    |                                         |                                         |                           |                           |                           |                           | Huor            | Huor            | Huor                      | Huor                      | Huor                      | Huor                      |                           |                           |                      |                      |                      |                      | Turgon              | Turgon              | Turgon              | Turgon              | Turgon              | Turgon              |                   |                   | Elenwë              | Elenwë              | Elenwë              | Elenwë              | Elenwë              | Elenwë              |           |           |                    |                    |                    |                    |                    |                    |  |  |  |  |  |  |  |  |  |  |
|                |                |                |                |                  |                  |                  |                  |                       |                       |                       |                       |                       |                       |         |         |              |              |              |              |              |              |                                         |                                         |                                         |                                         |                                         |                                         |                           |                           |                           |                           |                 |                 |                           |                           |                           |                           |                           |                           |                      |                      |                      |                      |                     |                     |                     |                     |                     |                     |                   |                   |                     |                     |                     |                     |                     |                     |           |           |                    |                    |                    |                    |                    |                    |  |  |  |  |  |  |  |  |  |  |
|                |                |                |                |                  |                  |                  |                  | Dior Elúchil          | Dior Elúchil          | Dior Elúchil          | Dior Elúchil          | Dior Elúchil          | Dior Elúchil          |         |         | Nimloth      | Nimloth      | Nimloth      | Nimloth      | Nimloth      | Nimloth      |                                         |                                         |                                         |                                         | Tuor                                    | Tuor                                    | Tuor                      | Tuor                      | Tuor                      | Tuor                      |                 |                 |                           |                           |                           |                           |                           |                           |                      |                      |                      |                      |                     |                     |                     |                     | Idril Celebrindal   | Idril Celebrindal   | Idril Celebrindal | Idril Celebrindal | Idril Celebrindal   | Idril Celebrindal   |                     |                     |                     |                     |           |           |                    |                    |                    |                    |                    |                    |  |  |  |  |  |  |  |  |  |  |
|                |                |                |                |                  |                  |                  |                  | Dior Elúchil          | Dior Elúchil          | Dior Elúchil          | Dior Elúchil          | Dior Elúchil          | Dior Elúchil          |         |         | Nimloth      | Nimloth      | Nimloth      | Nimloth      | Nimloth      | Nimloth      |                                         |                                         |                                         |                                         | Tuor                                    | Tuor                                    | Tuor                      | Tuor                      | Tuor                      | Tuor                      |                 |                 |                           |                           |                           |                           |                           |                           |                      |                      |                      |                      |                     |                     |                     |                     | Idril Celebrindal   | Idril Celebrindal   | Idril Celebrindal | Idril Celebrindal | Idril Celebrindal   | Idril Celebrindal   |                     |                     |                     |                     |           |           |                    |                    |                    |                    |                    |                    |  |  |  |  |  |  |  |  |  |  |
|                |                |                |                |                  |                  |                  |                  |                       |                       |                       |                       |                       |                       |         |         |              |              |              |              |              |              |                                         |                                         |                                         |                                         |                                         |                                         |                           |                           |                           |                           |                 |                 |                           |                           |                           |                           |                           |                           |                      |                      |                      |                      |                     |                     |                     |                     |                     |                     |                   |                   |                     |                     |                     |                     |                     |                     |           |           |                    |                    |                    |                    |                    |                    |  |  |  |  |  |  |  |  |  |  |
|                |                |                |                |                  |                  |                  |                  |                       |                       |                       |                       |                       |                       |         |         |              |              |              |              |              |              |                                         |                                         |                                         |                                         |                                         |                                         |                           |                           |                           |                           |                 |                 |                           |                           |                           |                           |                           |                           |                      |                      |                      |                      |                     |                     |                     |                     |                     |                     |                   |                   |                     |                     |                     |                     |                     |                     |           |           |                    |                    |                    |                    |                    |                    |  |  |  |  |  |  |  |  |  |  |
|                |                |                |                | Eluréd           | Eluréd           | Eluréd           | Eluréd           | Eluréd                | Eluréd                |                       |                       | Elurín                | Elurín                | Elurín  | Elurín  | Elurín       | Elurín       |              |              | Elwing       | Elwing       | Elwing                                  | Elwing                                  | Elwing                                  | Elwing                                  |                                         |                                         |                           |                           |                           |                           |                 |                 |                           |                           |                           |                           | Eärendil el Marinero      | Eärendil el Marinero      | Eärendil el Marinero | Eärendil el Marinero | Eärendil el Marinero | Eärendil el Marinero |                     |                     |                     |                     | Celeborn            | Celeborn            | Celeborn          | Celeborn          | Celeborn            | Celeborn            |                     |                     | Galadriel           | Galadriel           | Galadriel | Galadriel | Galadriel          | Galadriel          |                    |                    |                    |                    |  |  |  |  |  |  |  |  |  |  |
|                |                |                |                | Eluréd           | Eluréd           | Eluréd           | Eluréd           | Eluréd                | Eluréd                |                       |                       | Elurín                | Elurín                | Elurín  | Elurín  | Elurín       | Elurín       |              |              | Elwing       | Elwing       | Elwing                                  | Elwing                                  | Elwing                                  | Elwing                                  |                                         |                                         |                           |                           |                           |                           |                 |                 |                           |                           |                           |                           | Eärendil el Marinero      | Eärendil el Marinero      | Eärendil el Marinero | Eärendil el Marinero | Eärendil el Marinero | Eärendil el Marinero |                     |                     |                     |                     | Celeborn            | Celeborn            | Celeborn          | Celeborn          | Celeborn            | Celeborn            |                     |                     | Galadriel           | Galadriel           | Galadriel | Galadriel | Galadriel          | Galadriel          |                    |                    |                    |                    |  |  |  |  |  |  |  |  |  |  |
|                |                |                |                |                  |                  |                  |                  |                       |                       |                       |                       |                       |                       |         |         |              |              |              |              |              |              |                                         |                                         |                                         |                                         |                                         |                                         |                           |                           |                           |                           |                 |                 |                           |                           |                           |                           |                           |                           |                      |                      |                      |                      |                     |                     |                     |                     |                     |                     |                   |                   |                     |                     |                     |                     |                     |                     |           |           |                    |                    |                    |                    |                    |                    |  |  |  |  |  |  |  |  |  |  |
|                |                |                |                |                  |                  |                  |                  |                       |                       |                       |                       |                       |                       |         |         |              |              |              |              |              |              |                                         |                                         |                                         |                                         |                                         |                                         |                           |                           |                           |                           |                 |                 |                           |                           |                           |                           |                           |                           |                      |                      |                      |                      |                     |                     |                     |                     |                     |                     |                   |                   |                     |                     |                     |                     |                     |                     |           |           |                    |                    |                    |                    |                    |                    |  |  |  |  |  |  |  |  |  |  |
|                |                |                |                |                  |                  |                  |                  |                       |                       |                       |                       |                       |                       |         |         |              |              |              |              |              |              |                                         |                                         |                                         |                                         | Elros Tar-Minyatur                      | Elros Tar-Minyatur                      | Elros Tar-Minyatur        | Elros Tar-Minyatur        | Elros Tar-Minyatur        | Elros Tar-Minyatur        |                 |                 | Elrond                    | Elrond                    | Elrond                    | Elrond                    | Elrond                    | Elrond                    |                      |                      |                      |                      |                     |                     |                     |                     |                     |                     |                   |                   | Celebrían           | Celebrían           | Celebrían           | Celebrían           | Celebrían           | Celebrían           |           |           |                    |                    |                    |                    |                    |                    |  |  |  |  |  |  |  |  |  |  |
|                |                |                |                |                  |                  |                  |                  |                       |                       |                       |                       |                       |                       |         |         |              |              |              |              |              |              |                                         |                                         |                                         |                                         | Elros Tar-Minyatur                      | Elros Tar-Minyatur                      | Elros Tar-Minyatur        | Elros Tar-Minyatur        | Elros Tar-Minyatur        | Elros Tar-Minyatur        |                 |                 | Elrond                    | Elrond                    | Elrond                    | Elrond                    | Elrond                    | Elrond                    |                      |                      |                      |                      |                     |                     |                     |                     |                     |                     |                   |                   | Celebrían           | Celebrían           | Celebrían           | Celebrían           | Celebrían           | Celebrían           |           |           |                    |                    |                    |                    |                    |                    |  |  |  |  |  |  |  |  |  |  |
|                |                |                |                |                  |                  |                  |                  |                       |                       |                       |                       |                       |                       |         |         |              |              |              |              |              |              |                                         |                                         |                                         |                                         |                                         |                                         |                           |                           |                           |                           |                 |                 |                           |                           |                           |                           |                           |                           |                      |                      |                      |                      |                     |                     |                     |                     |                     |                     |                   |                   |                     |                     |                     |                     |                     |                     |           |           |                    |                    |                    |                    |                    |                    |  |  |  |  |  |  |  |  |  |  |
|                |                |                |                |                  |                  |                  |                  |                       |                       |                       |                       |                       |                       |         |         |              |              |              |              |              |              |                                         |                                         |                                         |                                         | Reyes de Númenor Señores de Andúnië     |                                         |                           |                           |                           |                           |                 |                 |                           |                           |                           |                           |                           |                           |                      |                      |                      |                      |                     |                     |                     |                     |                     |                     |                   |                   |                     |                     |                     |                     |                     |                     |           |           |                    |                    |                    |                    |                    |                    |  |  |  |  |  |  |  |  |  |  |
|                |                |                |                |                  |                  |                  |                  |                       |                       |                       |                       |                       |                       |         |         |              |              |              |              |              |              |                                         |                                         |                                         |                                         |                                         |                                         |                           |                           |                           |                           |                 |                 |                           |                           |                           |                           |                           |                           |                      |                      |                      |                      |                     |                     |                     |                     |                     |                     |                   |                   |                     |                     |                     |                     |                     |                     |           |           |                    |                    |                    |                    |                    |                    |  |  |  |  |  |  |  |  |  |  |
|                |                |                |                |                  |                  |                  |                  |                       |                       |                       |                       |                       |                       |         |         |              |              |              |              |              |              |                                         |                                         |                                         |                                         | Elendil                                 |                                         |                           |                           |                           |                           |                 |                 |                           |                           |                           |                           |                           |                           |                      |                      |                      |                      |                     |                     |                     |                     |                     |                     |                   |                   |                     |                     |                     |                     |                     |                     |           |           |                    |                    |                    |                    |                    |                    |  |  |  |  |  |  |  |  |  |  |
|                |                |                |                |                  |                  |                  |                  |                       |                       |                       |                       |                       |                       |         |         |              |              |              |              |              |              |                                         |                                         |                                         |                                         |                                         |                                         |                           |                           |                           |                           |                 |                 |                           |                           |                           |                           |                           |                           |                      |                      |                      |                      |                     |                     |                     |                     |                     |                     |                   |                   |                     |                     |                     |                     |                     |                     |           |           |                    |                    |                    |                    |                    |                    |  |  |  |  |  |  |  |  |  |  |
|                |                |                |                |                  |                  |                  |                  |                       |                       |                       |                       |                       |                       |         |         |              |              |              |              |              |              |                                         |                                         |                                         |                                         |                                         |                                         |                           |                           |                           |                           |                 |                 |                           |                           |                           |                           |                           |                           |                      |                      |                      |                      |                     |                     |                     |                     |                     |                     |                   |                   |                     |                     |                     |                     |                     |                     |           |           |                    |                    |                    |                    |                    |                    |  |  |  |  |  |  |  |  |  |  |
|                |                |                |                |                  |                  |                  |                  |                       |                       |                       |                       |                       |                       |         |         |              |              |              |              |              |              | Isildur                                 | Isildur                                 | Isildur                                 | Isildur                                 | Isildur                                 | Isildur                                 |                           |                           | Anárion                   | Anárion                   | Anárion         | Anárion         | Anárion                   | Anárion                   |                           |                           |                           |                           |                      |                      |                      |                      |                     |                     |                     |                     |                     |                     |                   |                   |                     |                     |                     |                     |                     |                     |           |           |                    |                    |                    |                    |                    |                    |  |  |  |  |  |  |  |  |  |  |
|                |                |                |                |                  |                  |                  |                  |                       |                       |                       |                       |                       |                       |         |         |              |              |              |              |              |              | Isildur                                 | Isildur                                 | Isildur                                 | Isildur                                 | Isildur                                 | Isildur                                 |                           |                           | Anárion                   | Anárion                   | Anárion         | Anárion         | Anárion                   | Anárion                   |                           |                           |                           |                           |                      |                      |                      |                      |                     |                     |                     |                     |                     |                     |                   |                   |                     |                     |                     |                     |                     |                     |           |           |                    |                    |                    |                    |                    |                    |  |  |  |  |  |  |  |  |  |  |
|                |                |                |                |                  |                  |                  |                  |                       |                       |                       |                       |                       |                       |         |         |              |              |              |              |              |              | Altos Reyes de Arnor Reyes de Arthedain | Altos Reyes de Arnor Reyes de Arthedain | Altos Reyes de Arnor Reyes de Arthedain | Altos Reyes de Arnor Reyes de Arthedain | Altos Reyes de Arnor Reyes de Arthedain | Altos Reyes de Arnor Reyes de Arthedain |                           |                           | Reyes de Gondor           | Reyes de Gondor           | Reyes de Gondor | Reyes de Gondor | Reyes de Gondor           | Reyes de Gondor           |                           |                           |                           |                           |                      |                      |                      |                      |                     |                     |                     |                     |                     |                     |                   |                   |                     |                     |                     |                     |                     |                     |           |           |                    |                    |                    |                    |                    |                    |  |  |  |  |  |  |  |  |  |  |
|                |                |                |                |                  |                  |                  |                  |                       |                       |                       |                       |                       |                       |         |         |              |              |              |              |              |              | Altos Reyes de Arnor Reyes de Arthedain | Altos Reyes de Arnor Reyes de Arthedain | Altos Reyes de Arnor Reyes de Arthedain | Altos Reyes de Arnor Reyes de Arthedain | Altos Reyes de Arnor Reyes de Arthedain | Altos Reyes de Arnor Reyes de Arthedain |                           |                           | Reyes de Gondor           | Reyes de Gondor           | Reyes de Gondor | Reyes de Gondor | Reyes de Gondor           | Reyes de Gondor           |                           |                           |                           |                           |                      |                      |                      |                      |                     |                     |                     |                     |                     |                     |                   |                   |                     |                     |                     |                     |                     |                     |           |           |                    |                    |                    |                    |                    |                    |  |  |  |  |  |  |  |  |  |  |
|                |                |                |                |                  |                  |                  |                  |                       |                       |                       |                       |                       |                       |         |         |              |              |              |              |              |              |                                         |                                         |                                         |                                         |                                         |                                         |                           |                           |                           |                           |                 |                 |                           |                           |                           |                           |                           |                           |                      |                      |                      |                      |                     |                     |                     |                     |                     |                     |                   |                   |                     |                     |                     |                     |                     |                     |           |           |                    |                    |                    |                    |                    |                    |  |  |  |  |  |  |  |  |  |  |
|                |                |                |                |                  |                  |                  |                  |                       |                       |                       |                       |                       |                       |         |         |              |              |              |              |              |              |                                         |                                         |                                         |                                         | Montaraces del Norte                    |                                         |                           |                           |                           |                           |                 |                 |                           |                           |                           |                           |                           |                           |                      |                      |                      |                      |                     |                     |                     |                     |                     |                     |                   |                   |                     |                     |                     |                     |                     |                     |           |           |                    |                    |                    |                    |                    |                    |  |  |  |  |  |  |  |  |  |  |
|                |                |                |                |                  |                  |                  |                  |                       |                       |                       |                       |                       |                       |         |         |              |              |              |              |              |              |                                         |                                         |                                         |                                         |                                         |                                         |                           |                           |                           |                           |                 |                 |                           |                           |                           |                           |                           |                           |                      |                      |                      |                      |                     |                     |                     |                     |                     |                     |                   |                   |                     |                     |                     |                     |                     |                     |           |           |                    |                    |                    |                    |                    |                    |  |  |  |  |  |  |  |  |  |  |
|                |                |                |                |                  |                  |                  |                  |                       |                       |                       |                       |                       |                       |         |         |              |              |              |              |              |              |                                         |                                         |                                         |                                         |                                         |                                         |                           |                           |                           |                           |                 |                 |                           |                           |                           |                           |                           |                           |                      |                      |                      |                      |                     |                     |                     |                     |                     |                     |                   |                   |                     |                     |                     |                     |                     |                     |           |           |                    |                    |                    |                    |                    |                    |  |  |  |  |  |  |  |  |  |  |
|                |                |                |                |                  |                  |                  |                  |                       |                       |                       |                       |                       |                       |         |         |              |              |              |              |              |              |                                         |                                         |                                         |                                         | Aragorn Elessar Telcontar               | Aragorn Elessar Telcontar               | Aragorn Elessar Telcontar | Aragorn Elessar Telcontar | Aragorn Elessar Telcontar | Aragorn Elessar Telcontar |                 |                 | Arwen Undómiel            | Arwen Undómiel            | Arwen Undómiel            | Arwen Undómiel            | Arwen Undómiel            | Arwen Undómiel            |                      |                      | Elladan              | Elladan              | Elladan             | Elladan             | Elladan             | Elladan             |                     |                     | Elrohir           | Elrohir           | Elrohir             | Elrohir             | Elrohir             | Elrohir             |                     |                     |           |           |                    |                    |                    |                    |                    |                    |  |  |  |  |  |  |  |  |  |  |
|                |                |                |                |                  |                  |                  |                  |                       |                       |                       |                       |                       |                       |         |         |              |              |              |              |              |              |                                         |                                         |                                         |                                         | Aragorn Elessar Telcontar               | Aragorn Elessar Telcontar               | Aragorn Elessar Telcontar | Aragorn Elessar Telcontar | Aragorn Elessar Telcontar | Aragorn Elessar Telcontar |                 |                 | Arwen Undómiel            | Arwen Undómiel            | Arwen Undómiel            | Arwen Undómiel            | Arwen Undómiel            | Arwen Undómiel            |                      |                      | Elladan              | Elladan              | Elladan             | Elladan             | Elladan             | Elladan             |                     |                     | Elrohir           | Elrohir           | Elrohir             | Elrohir             | Elrohir             | Elrohir             |                     |                     |           |           |                    |                    |                    |                    |                    |                    |  |  |  |  |  |  |  |  |  |  |
|                |                |                |                |                  |                  |                  |                  |                       |                       |                       |                       |                       |                       |         |         |              |              |              |              |              |              |                                         |                                         |                                         |                                         |                                         |                                         |                           |                           |                           |                           |                 |                 |                           |                           |                           |                           |                           |                           |                      |                      |                      |                      |                     |                     |                     |                     |                     |                     |                   |                   |                     |                     |                     |                     |                     |                     |           |           |                    |                    |                    |                    |                    |                    |  |  |  |  |  |  |  |  |  |  |
|                |                |                |                |                  |                  |                  |                  |                       |                       |                       |                       |                       |                       |         |         |              |              |              |              |              |              |                                         |                                         |                                         |                                         |                                         |                                         |                           |                           |                           |                           |                 |                 |                           |                           |                           |                           |                           |                           |                      |                      |                      |                      |                     |                     |                     |                     |                     |                     |                   |                   |                     |                     |                     |                     |                     |                     |           |           |                    |                    |                    |                    |                    |                    |  |  |  |  |  |  |  |  |  |  |
|                |                |                |                |                  |                  |                  |                  |                       |                       |                       |                       |                       |                       |         |         |              |              |              |              |              |              |                                         |                                         |                                         |                                         | Eldarion                                | Eldarion                                | Eldarion                  | Eldarion                  | Eldarion                  | Eldarion                  |                 |                 | Varias hijas desconocidas | Varias hijas desconocidas | Varias hijas desconocidas | Varias hijas desconocidas | Varias hijas desconocidas | Varias hijas desconocidas |                      |                      |                      |                      |                     |                     |                     |                     |                     |                     |                   |                   |                     |                     |                     |                     |                     |                     |           |           |                    |                    |                    |                    |                    |                    |  |  |  |  |  |  |  |  |  |  |

| Leyenda: Maiar Elfos Hombres Medio-elfos con el destino de los Eldar Medio-elfos con el destino de los Edain Nota: Lúthien Tinúviel murió con el destino de los Edain. Tuor quedó unido al destino de los Eldar. Aragorn también asciende de Anárion, ya que Arvedui, último rey de Arthedain, se casó con Fíriel, única hija sobreviviente del rey Ondoher de Gondor. |